# Sierra de Famatina-chinchillarat
De Sierra de Famatina-chinchillarat (Abrocoma famatina) is een chinchillarat die voorkomt in de Argentijnse provincie La Rioja, en wel van de Sierra de Famatina.
De rug van deze soort is grijsachtig, met wat bruine tinten. De buikharen zijn grijs aan de basis en lichter aan de top. Op de buik zit een witte vlek. Ook de regio rond de anus en de voeten zijn lichter. De staart is grijsachtig aan de bovenkant en wit aan de onderkant. De Sierra de Famatina-chinchillarat is een middelgrote soort (kop-romplengte 164–182 mm, staartlengte 108–117 mm, achtervoetlengte 28-29.5 mm)